# جسیکا مائبوی
جسیکا هیلدا مائبوی (به انگلیسی: Jessica Hilda Mauboy) (زاده ۴ اوت ۱۹۸۹) خواننده، ترانه‌سرا و بازیگر استرالیایی است.
او در مسابقه آواز یوروویژن ۲۰۱۸ نماینده استرالیا بود.

## ترانه‌شناسی
- منتظرش بودم (۲۰۰۸)
- بگیرینشون دخترا (۲۰۱۰)
- زیبا (۲۰۱۳)
- هیلدا (۲۰۱۹)

## فیلم‌شناسی

### فیلم
- برن نو دی (۲۰۱۰)
- یاقوت‌های کبود (۲۰۱۲)

### تلویزیون
- آیدل استرالیایی (۲۰۰۶)
- دختر مخفیانه (۲۰۱۶–۱۷)
- د ویس استرالیا (۲۰۲۱–اکنون)
- د ویس جنریشنز استرالیا (۲۰۲۲–اکنون)